# Голубенко, Георгий Андреевич
Гео́ргий Андре́евич Голубе́нко (23 октября 1947, Одесса — 1 декабря 2014, там же) — украинский писатель-юморист, драматург и сценарист, член Союза театральных деятелей, член Союза журналистов, один из создателей Юморины. Лучшие из пьес Георгия Голубенко составили репертуар одесского шоу-театра «Ришельё». Заслуженный деятель искусств Украины (1995).
Автор книги рассказов «Рыжий город», произведения которой легли в основу написанного им в соавторстве с Владимиром Алениковым сценария фильма «Улыбка Бога, или Чисто одесская история».
Один из руководителей благотворительного фонда «Будущее» для детей-инвалидов, известного как «Дом с ангелом» Бориса Литвака.

## Юморина
Сам Голубенко описывает момент появления идеи о создании Юморины следующим образом:
Это был хмурый осенний день 1972 года. Я со своими друзьями кавээнщиками отправился на выступление в районный центр Одесской области. Настроение было тоскливым, так как недавно КВН запретили. Автобус кидало из стороны в сторону. В конце концов, водитель сбился с пути, и мы заблудились. Будущее казалось бесперспективным и серым, как и пейзаж за окном. Чтобы как-то себя развеселить, мы стали придумывать, чем (в юмористическом плане) можно было бы удивить Одессу. Решено было попробовать провести в городе грандиозный фестиваль смеха, которому мой друг Олег Сташкевич предложил дать название «Юморина». В ту осеннюю ночь в старом автобусе у нас появилось множество идей, но казалось, что их будет очень сложно осуществить. Поэтому не могу передать, какое чувство радости посетило меня некоторое время спустя, когда я с балкона Дворца студентов смотрел на многотысячные колонны одесской Юморины. Но даже тогда я не предполагал, что этот праздник станет всемирно известным и войдет в историю Одессы на многие годы.

## Творчество
- Монолог «О красоте», больше известный как «Зеркало», исполненный Яниславом Левинзоном, команда КВН «Одесские джентльмены» (сезон 1986—1987 гг.)[4][5].

### Пьесы
- «Старые дома (Всё начинается с любви)» (совместно с Валерием Хаитом и Леонидом Сущенко)
- «Королева Молдаванки, или Наш ответ президенту» (совместно с Валерием Хаитом)
- «Таланты и полковники»
- «Кабаре Бени Крика»
- «Одесский подкидыш»

### Спектакли
- «Тихо, ша, мы едем в США!..» (1989) (совместно с Валерием Хаитом)[6].
- «Смехач на крыше»
- «Новые одесские рассказы»

### Сценарии
- I Международный телефестиваль юмора «Мастер Гамбс» (совместно с Игорем Кнеллером)
- II Международный телефестиваль юмора «Мастер Гамбс» (совместно с Игорем Кнеллером)[7]
- Улыбка Бога, или Чисто одесская история (совместно с Владимиром Алениковым)

### Книги
- Рыжий город: Новые одесские рассказы

От автора

Эта книга состоит из невыдуманных рассказов. Какими бы фантастическими порой они ни казались. Просто Одесса — это такой город, про который выдумать ничего невозможно. Всегда будет менее интересно и уж точно менее смешно, чем было на самом деле.
Поэтому за «Рыжий город» спасибо всем одесситам, и прежде всего Исааку Эммануиловичу Бабелю, придумавшему когда-то для своей замечательной книги название «Одесские рассказы», что за истекшие годы стало, по моему глубокому убеждению, уже даже и не названием, а целым жанром литературы, в котором все мы, пишущие об Одессе, в меру своих скромных сил и пытаемся работать.

## Награды
- Заслуженный деятель искусств Украины (1995)[8]
- Почетный знак отличия городского головы г. Одессы «За заслуги перед городом»[9]

## Память
2 апреля 2016 года в Одессе на фасаде дома № 13 по улице Ришельевской, где жил и творил Георгий Андреевич, была установлена мемориальная доска.